# Kikkerbeet-verbond
Het kikkerbeet-verbond (Hydrocharition morsus-ranae) is een verbond uit de orde van fonteinkruiden (Nupharo-Potametalia). Het verbond omvat watervegetatie in stilstaand, eutroof water dat enigszins rijk is aan humuszuren.

## Naamgeving en codering
- Syntaxoncode voor Nederland (rVvN): r05Bb
- Natura2000-habitattypecode (EU-code): H3150

De wetenschappelijke naam Hydrocharition morsus-ranae is afgeleid van de botanische naam van kikkerbeet (Hydrocharis morsus-ranae).

## Associaties in Nederland en Vlaanderen
Het kikkerbeet-verbond wordt in Nederland en Vlaanderen vertegenwoordigd door twee associaties.
- - krabbenscheer-associatie (Stratiotetum)
  - associatie van groot blaasjeskruid (Utricularietum vulgaris)

## Verspreiding
Het verspreidingsgebied van het kikkerbeet-verbond omvat de gematigde streken van Europa. In Nederland ligt het optimum van de plantengemeenschappen uit dit verbond in het laagveendistrict en het fluviatiel district.

## Fotogalerij

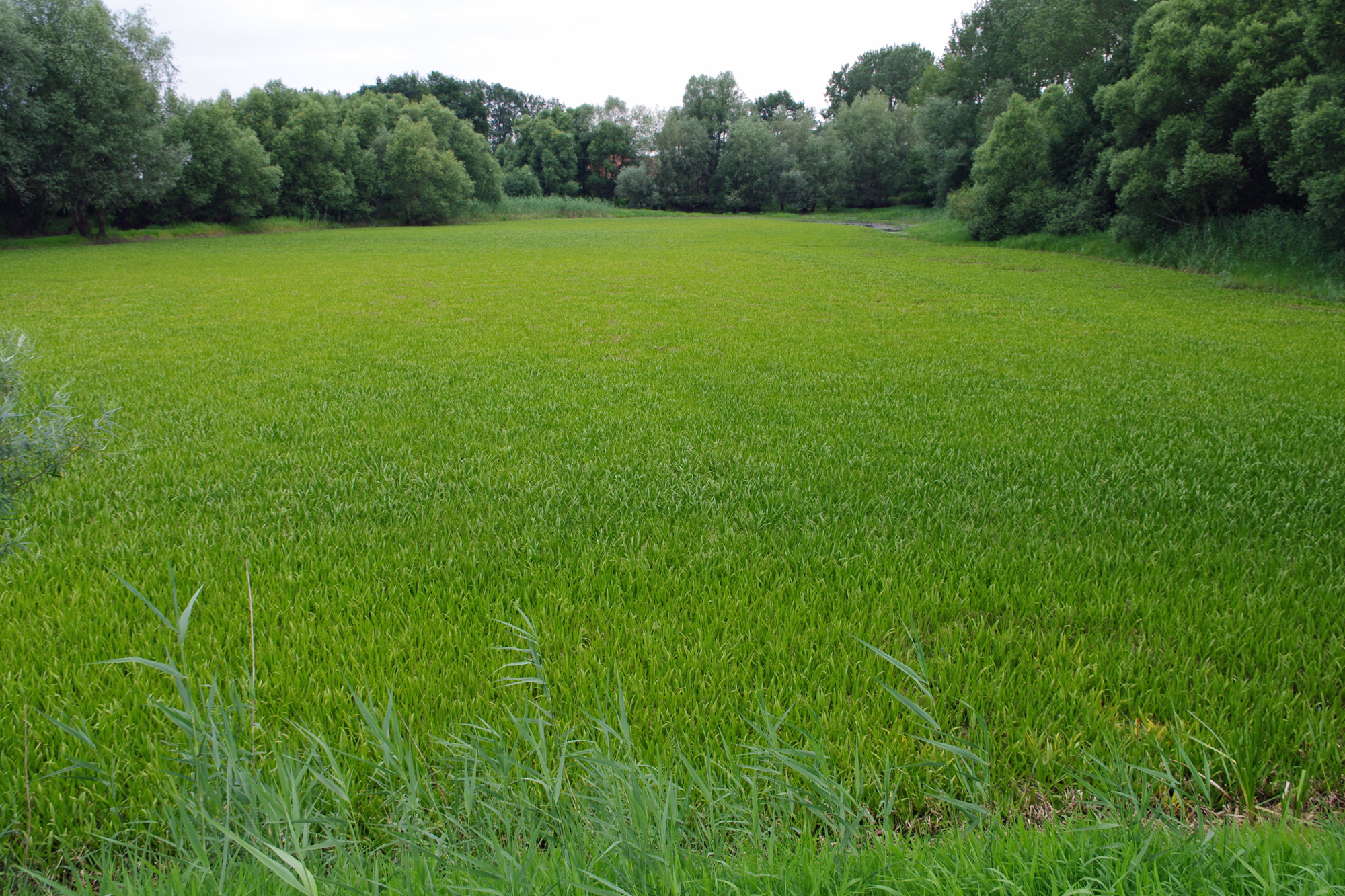
Een zomeraspect van de krabbenscheer-associatie
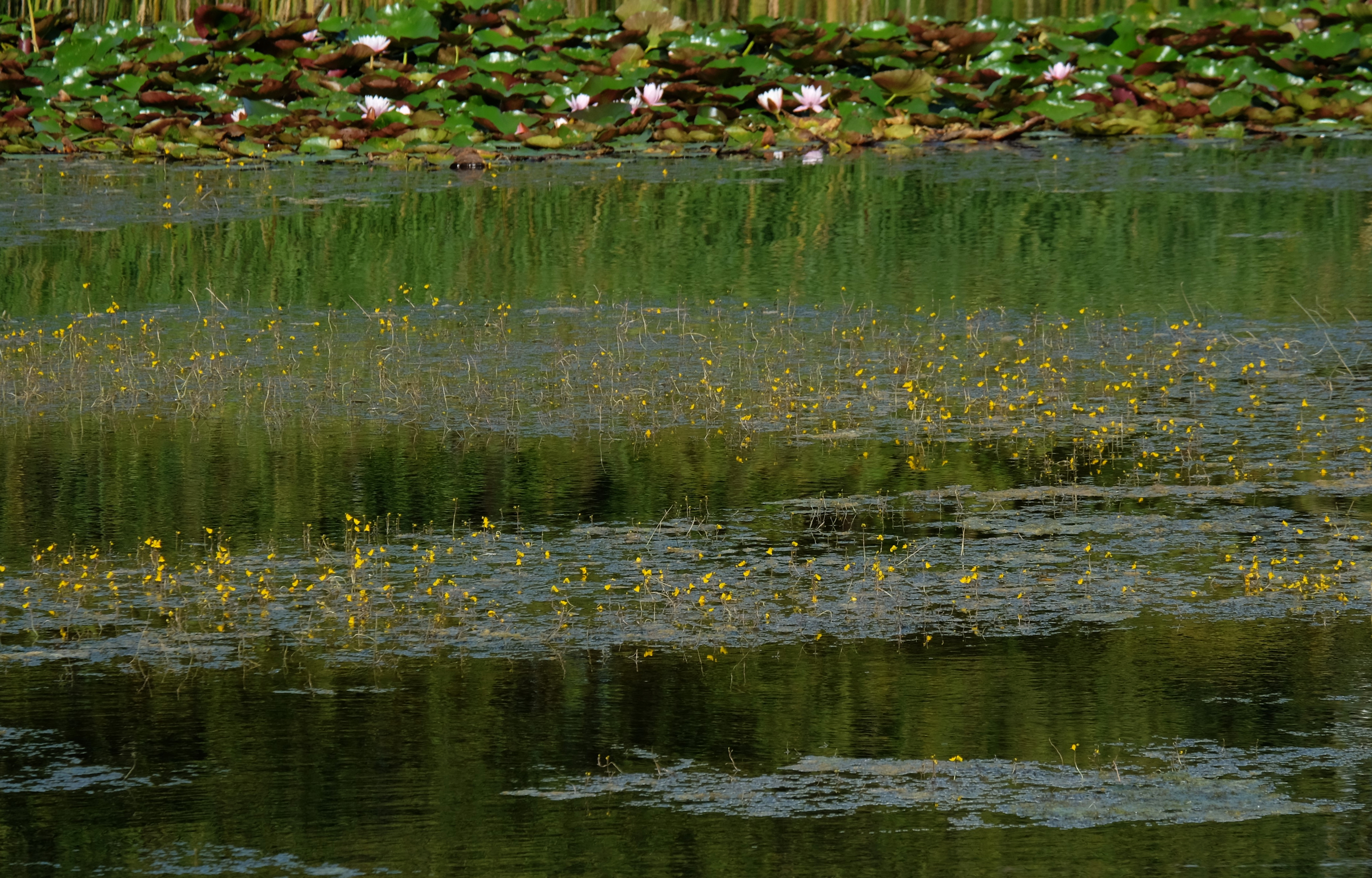
Zomeraspect van de associatie van groot blaasjeskruid
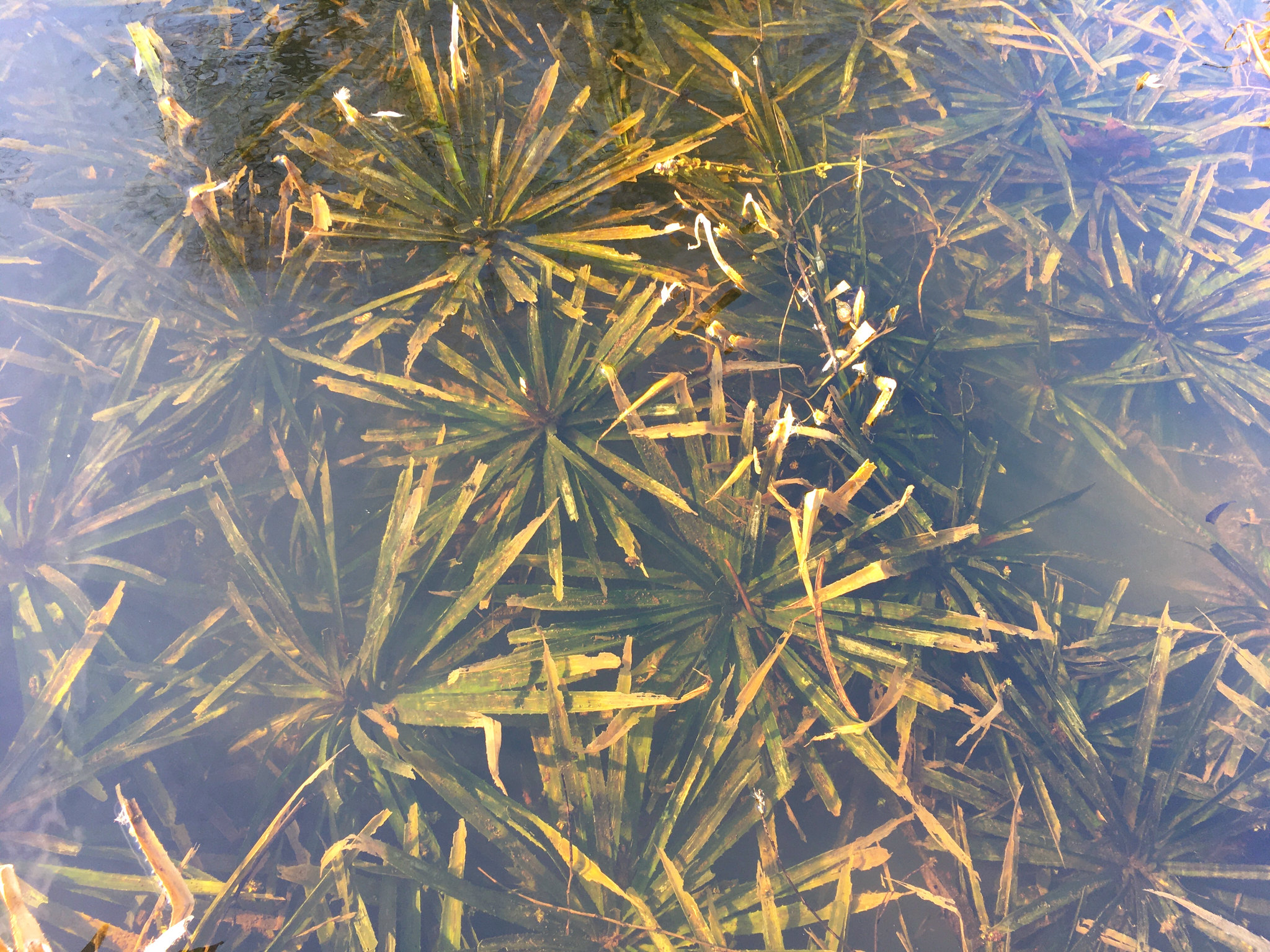
Krabbenscheer-associatie (vroeg voorjaarsaspect)
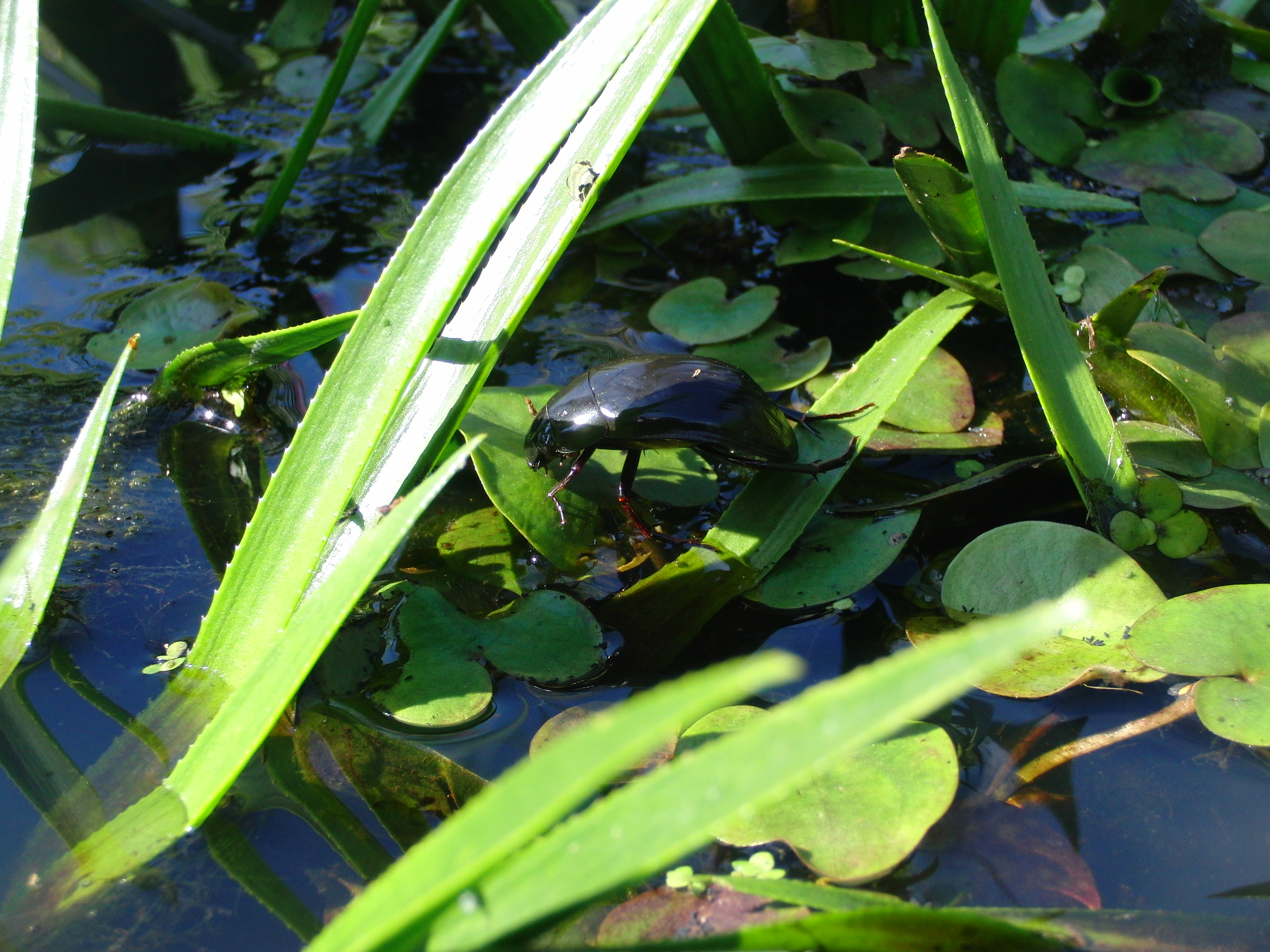
Grote spinnende watertor in de krabbenscheer-associatie
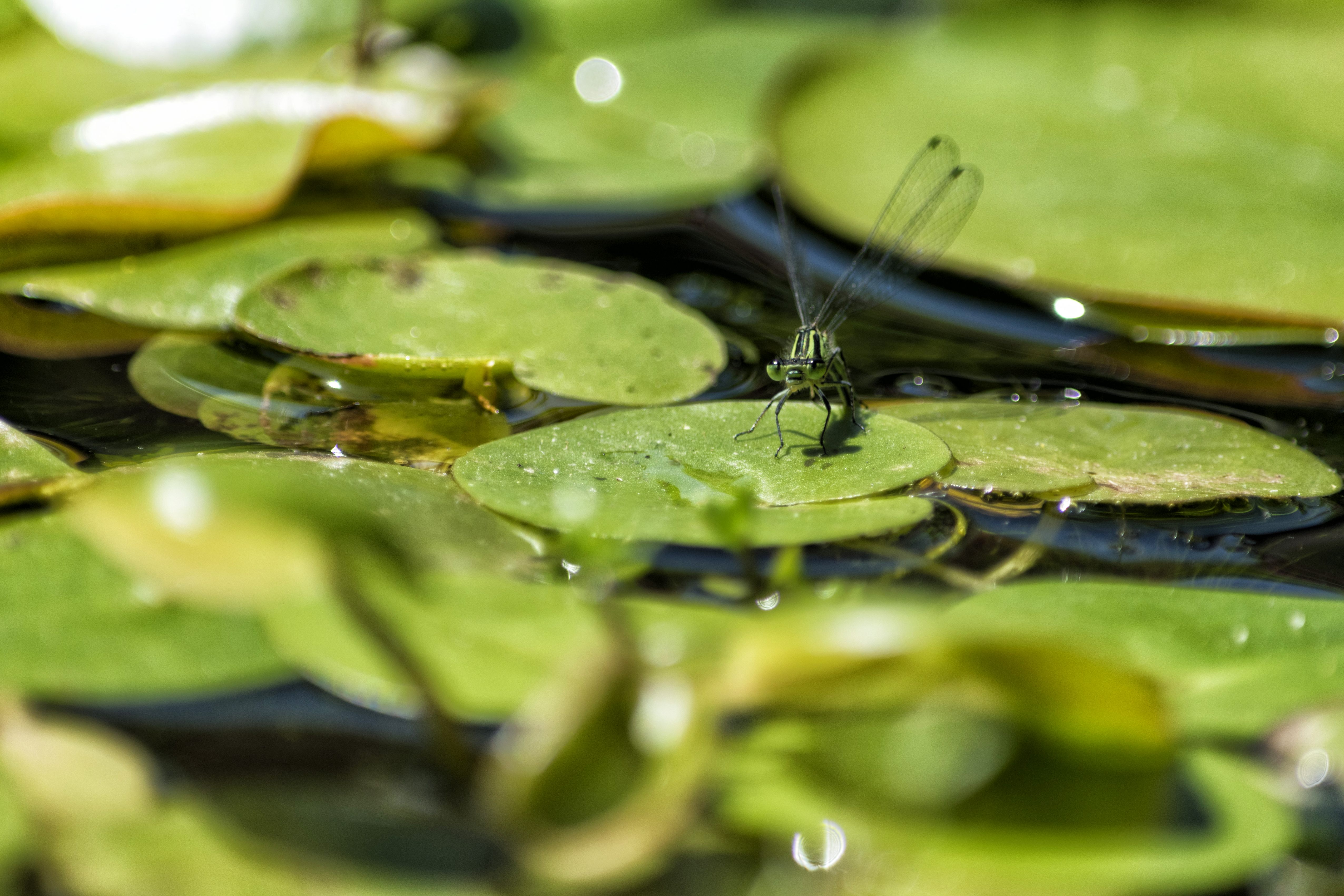
Waterjuffer op een kikkerbeetvegetatie